# Capela de Nossa Senhora da Conceição (Trevões)
Trata-se de uma capela privada, situada na praça da vila, do século XVII. Faz parte do edifício Solar da família Caiado Ferrão e foi considerada imóvel de interesse público em 1970.
A fachada apresenta um portal rematado por frontão interrompido, de onde emerge um janelão de molduras lavradas, coroado por frontão recortado com cruz e pináculos. A empena guarda a pedra de armas dos Almeida, Coutinho e Caiado.
O interior foi decorado por Pascoal Parente, que pintou o tecto com S. Miguel rodeado de anjos e falsas arquitecturas em perspectiva ao modo Italiano. As paredes foram recobertas de frescos representando quatro Virtudes (Temperança, Prudência, Justiça e Fortaleza). O retábulo, em talha dourada e policromada, com motivos de estilo rocaille, é decorado por excelente tela pintada com a imagem da padroeira.